# Лимбург (провинция Бельгии)
Лимбург (нидерл. Limburg [ˈlɪmbʏrx], фр. Limbourg, лимб. Belsj Limburg) — одна из десяти провинций Бельгии и одна из пяти фламандских провинций. Граничит с провинцией Антверпен, Фламандским Брабантом, провинцией Льеж и Нидерландами. Административный центр — город Хасселт.

## Основные данные
- Площадь: 2422 км².
- Самая высокая точка: посёлок Вурен, 287,5 метров над уровнем моря (высшая точка Фландрии).
- Важнейшие реки: Маас, Демер, Екер, Доммел.
- Население: 838 505 (2010).

## История
Исторически территория сегодняшнего Лимбурга представляла собой лоскутное одеяло земель, принадлежавших различным владельцам, со множеством анклавов. Наиболее значительными среди этих земель были графство Лоон и княжество-епископство Льеж. Впервые территории, входящие сегодня в бельгийскую и нидерландскую провинции Лимбург, были объединены в 1795 году в ходе французской оккупации: графство Лоон и несколько небольших регионов получили название «департамент Нижний Мёз», столицей которого был сделан Маастрихт. В 1807 департамент был расширен за счет нескольких городов расформированного герцогства Брабант. По результатам Венского конгресса в 1815 году эта территория отошла к Нидерландам под названием «Нидерландский Лимбург». После получения Бельгией независимости в 1830 весь Лимбург, за исключением Маастрихта отошел к Бельгии. Сегодняшнее разделение на бельгийский и нидерландский Лимбург восходит к 1839, когда большая часть территорий, управлявшихся до французской оккупации непосредственно Генеральными штатами, была возвращена Нидерландам. Последние изменения границ бельгийского Лимбурга состоялись в 1963, когда шесть франкоязычных коммун были переданы провинции Льеж, а шесть коммун ранее принадлежавших провинции Льеж были присоединены к Лимбургу.

## Административное деление
Провинция делится на 3 округа (Хасселт, Маасейк и Тонгерен), которые, в свою очередь, состоят из 44 коммун. 2 из них — эксклав Вурен и крошечный Херстаппе имеют языковые льготы для франкофонов.
| Округ    | Число коммун | Население, чел. (2010) | Площадь, км² | Плотность, чел./км² |
| -------- | ------------ | ---------------------- | ------------ | ------------------- |
| Хасселт  | 18           | 408 370                | 906,15       | 450,66              |
| Маасейк  | 13           | 232 735                | 884,43       | 263,15              |
| Тонгерен | 13           | 197 400                | 631,56       | 312,56              |
| Всего    | 44           | 838 505                | 2422,14      | 346,20              |

## Языки
С 1963 года единственным официальным языком провинции был провозглашён нидерландский. При этом франкофоны двух коммун — Вурена и Херстаппе получили языковые льготы. В быту также широко распространен лимбургский язык, не имеющий, однако, официального статуса.